# Звезда (карта Таро)

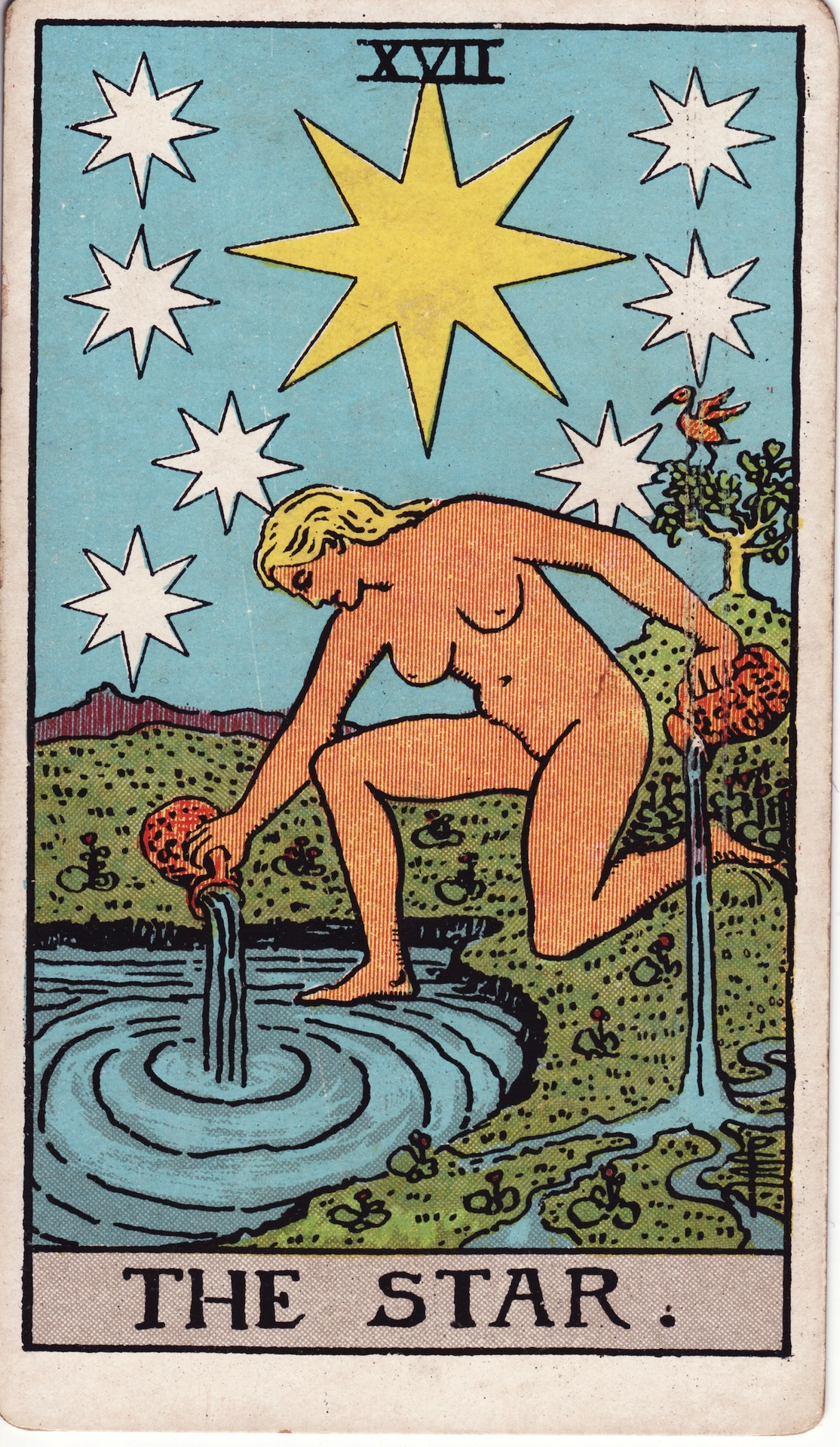
Таро Райдера — Уэйта

Звезда — 17-я карта Старших арканов колоды Таро.
В колоде Висконти — Сфорцы на карте была изображена женская фигура держащая звезду. В Марсельской колоде изображение представляет зодиакальный знак Водолея.
На карте изображена обнажённая женщина, льющая из двух кувшинов воду в поток. Над головой у неё располагается одна большая звезда в окружении семи маленьких. На заднем плане карты находится зелёное дерево, на котором сидит птица, возможно, намекающая на образ души, обитающей на Древе Жизни или Древе познания Добра и Зла. В более поздних изводах карты дерево трансформировалось в цветок, а птица — в бабочку.

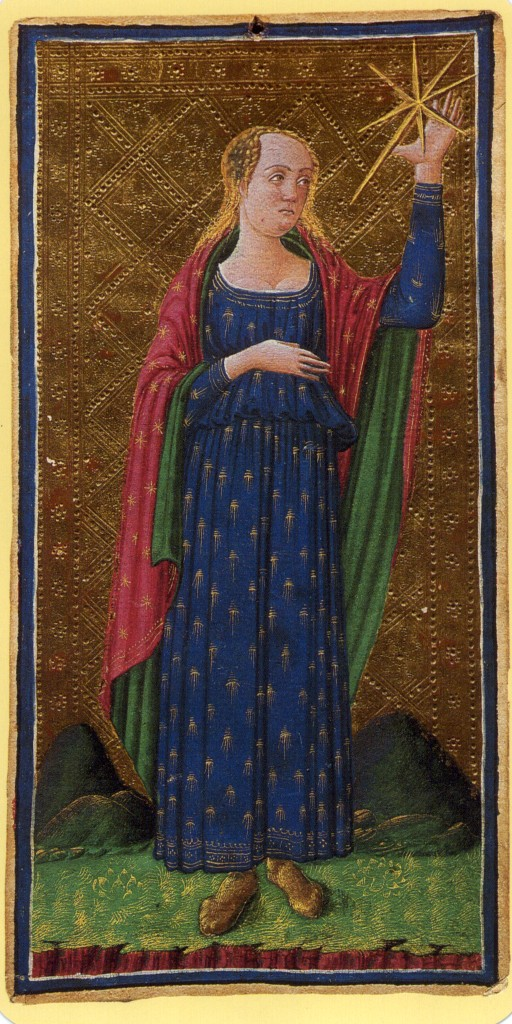
Вариант карты из колоды Pierpont-Morgan Bergamo Visconti-Sforza, XV век

Образ нагой женщины, которая под звёздами льёт воду на землю и воду же, говорит о творении и вскармливании. Кувшины у неё синего и красного цветов, что символизирует взаимодействие творческих сил; в то же время синий кувшин говорит о податливой материальности, служащей сырьём для творчества. То, что кувшин в левой руке расположен таким образом, чтобы прикрывать её лоно, совершенно явно говорит о тесной связи творческих энергий с сексуальными. Присутствие на заднем плане карты двух древ делает акцент на идее роста, а обнажённые груди женщины — на идее питания и вскармливания.
Что объединяет фигуру женщины и звезды, остаётся не вполне понятным — возможно, идея в том, что любые творческие силы имеют небесное происхождение и что художник, вдыхая в мёртвую форму жизнь, совершает на микрокосмическом плане то, что творят звёзды на макрокосмическом. Звёзды и планеты, таким образом, сообщают ускорение инертной материи, и потому результирующая сила, которой является человек, должна, в свою очередь, продолжить благородное дело одухотворения инертной материи, создавая произведения искусства.

## Значение в раскладе
Прямое: мудрость, бессмертие, духовное просвещение. Надежда, счастье, интеллектуальные достижения. Удовлетворение, радужная перспектива, неизбежность, интуиция.
Движение к цели. Понимание, какой должна быть эта цель.
Перевёрнутое: разочарование, нетерпение, воровство. Несбывшиеся надежды, отверженность. Самоуверенность, ведущая к потерям, а не к достижениям. Эмоциональные всплески, душевные болезни.

## Соответствия в классических колодах
| Колода                                                | Буква иврита | Символ (астрология, стихия) | Оригинальное название |
| ----------------------------------------------------- | ------------ | --------------------------- | --------------------- |
| Марсельское Таро, Фламандское Таро Ванденборре (1780) |              |                             | Le Toille, L’etoille  |
| Таро Ломбардии (1810), Таро Карло делла Рокки (1835)  |              |                             | Le Stelle             |
| Таро Папюса                                           |              |                             |                       |
| Таро Райдера — Уэйта                                  |              |                             | The Star              |
| Таро Тота                                             |              | Водолей                     | The Star              |
| Египетское Таро                                       |              |                             |                       |